# Мандрики
Мандри́ки — коржики, начинені звичайно солодким сиром із маком; українське обрядове печиво, яке готували на День апостолів Петра і Павла (29 червня), котрий був кінцем купальських святкувань, «маківки літа» і літніх весіль, знаменував прощання з весною та підготовку до сінокосу.
Окрім сиру, в мандрики можуть класти ягоди, фрукти і навіть несолодкі начинки, як-от капуста. Начинка може бути, як закритою, так і відкритою.

## Пов'язані повір'я
За народною етимологією, назва печива пов'язана із мандрами апостолів Петра й Павла. За легендою, у цих двох апостолів колись зозуля вкрала мандрику, і за те птаха покарав Бог: відтоді вона щороку замовкає на День Петра і Павла. Мовилось, що то зозуля «мандрикою вдавилася», і вважалось, що, якщо її кування чути і після Петра-і-Павла, то до нещастя.
У Карпатах і на Прикарпатті пастухи влаштовували свято на вигонах та полонинах: пекли мандрики, веселились, змагались, танцювали. Мандрики вважались пастушачим наїдком.

## Галерея

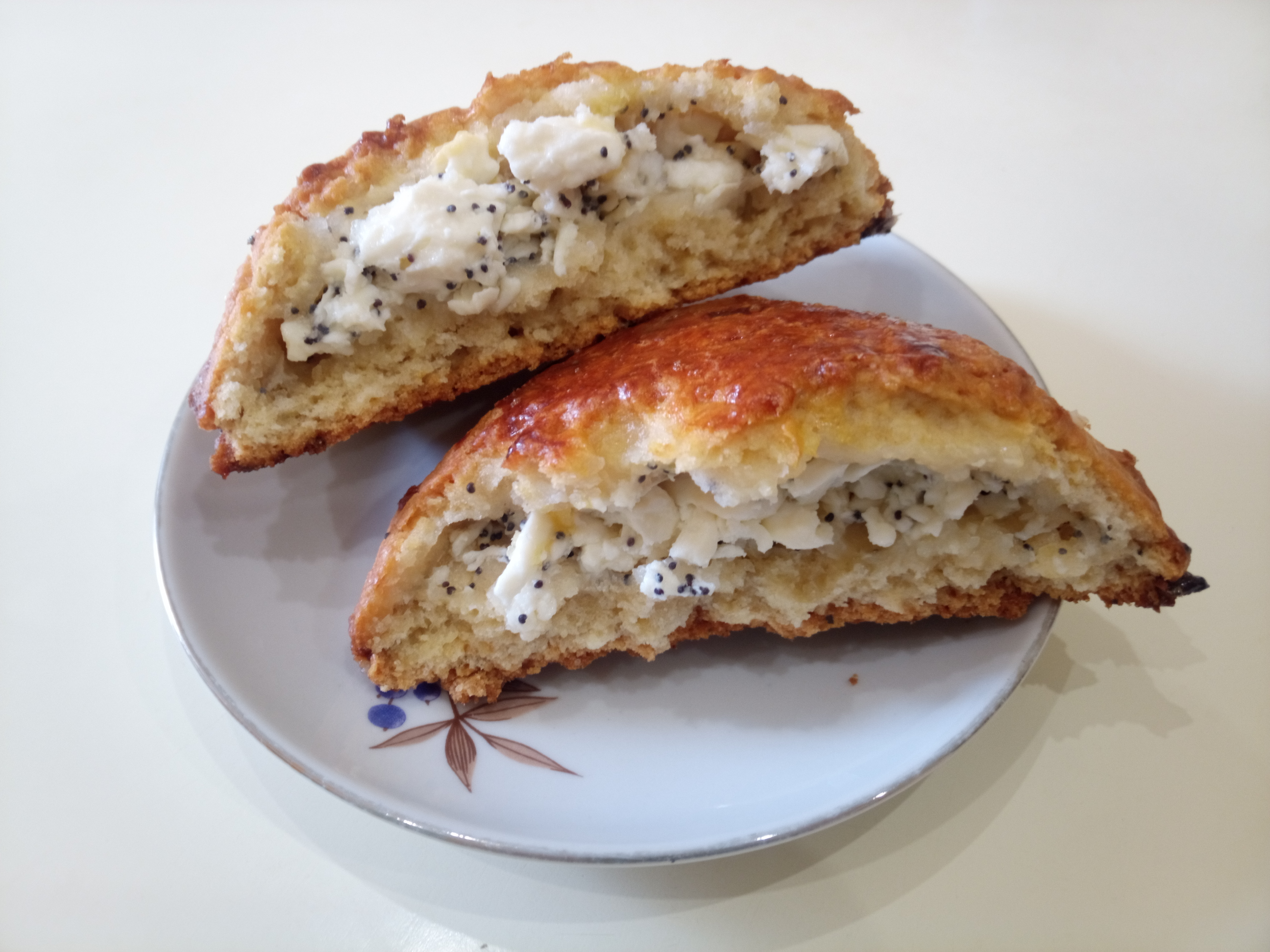
Сирна начинка мандрики.
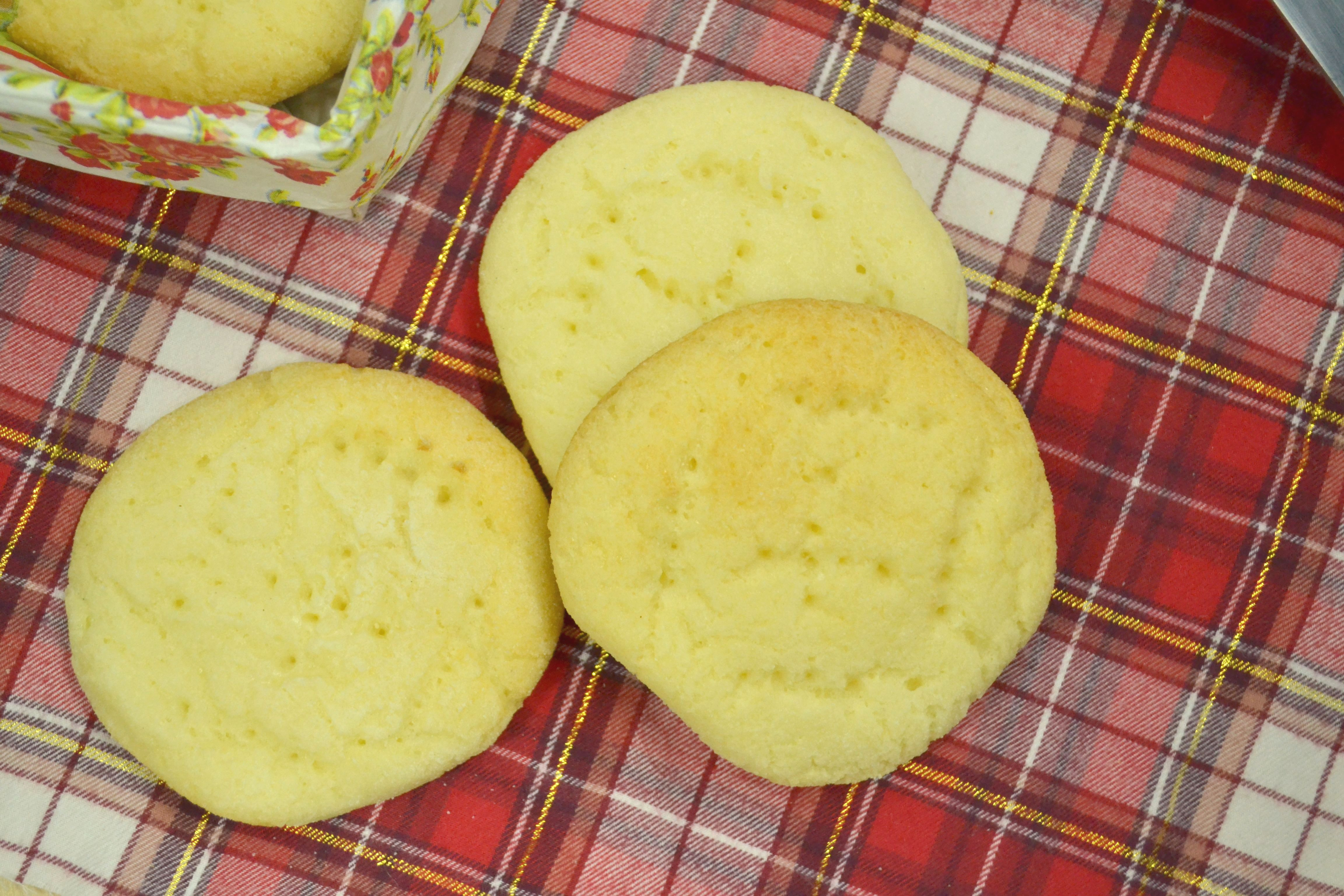
Мандрики.
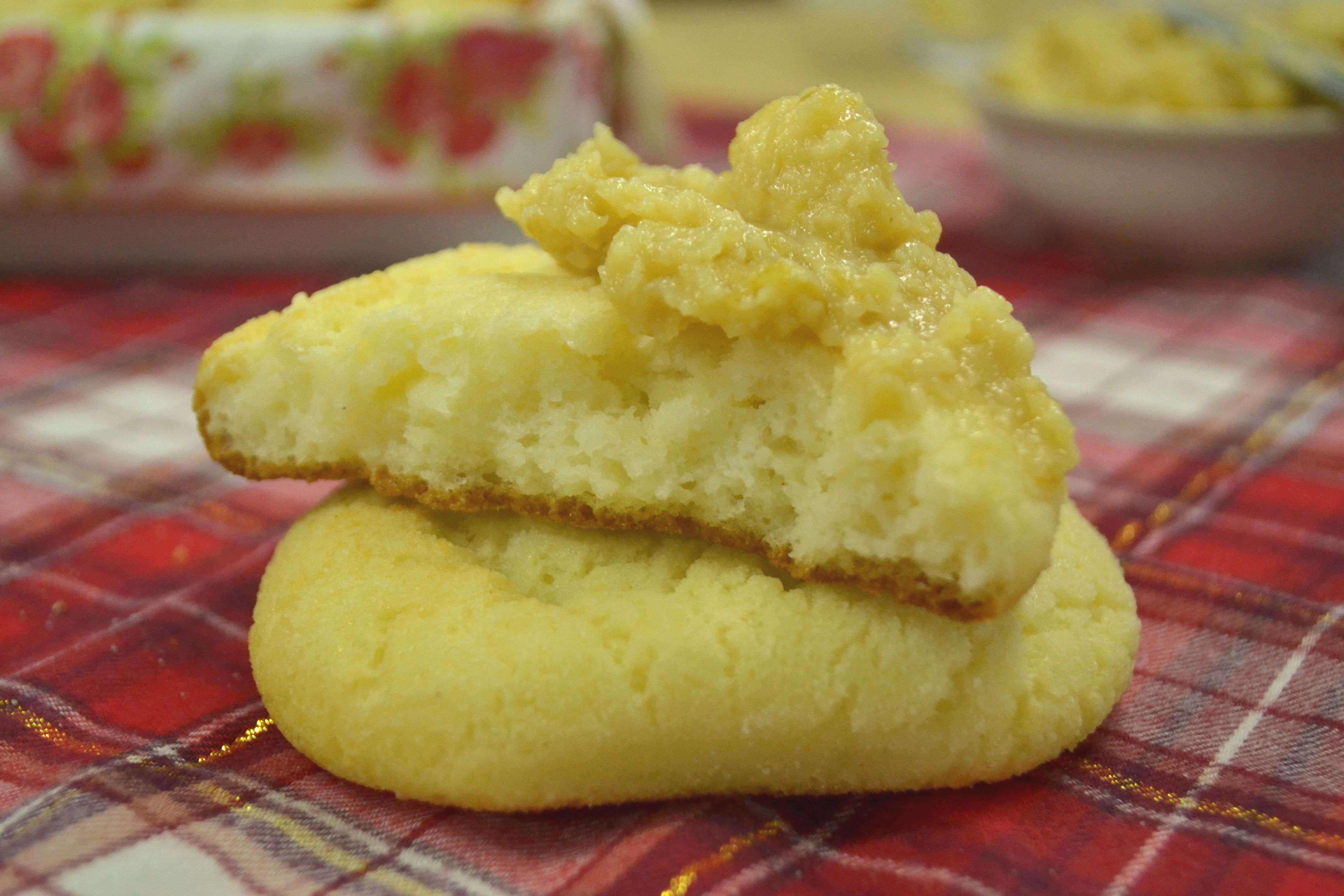
Мандрики з ябчанкою.